# Gostiradiće
Gostiradiće (en serbe cyrillique : Гостирадиће) est un village de Serbie situé dans la municipalité de Raška, district de Raška. Au recensement de 2011, il comptait 34 habitants.

## Démographie
| 1948 | 1953 | 1961 | 1971 | 1981 | 1991 | 2002 | 2011 |
| ---- | ---- | ---- | ---- | ---- | ---- | ---- | ---- |
| 175  | 180  | 185  | 161  | 119  | 83   | 53   | 34   |

|  |